# Guy Michel de Durfort, vévoda de Randan
Guy Michel de Durfort, vévoda de Randan (francouzsky Guy-Michel de Durfort, duc de Randan, duc de Quintin et de Durfort, comte de Lorges) (26. srpna 1704 – 6. června 1773 Courbevoie) byl francouzský šlechtic a vojevůdce 18. století. Od mládí sloužil v armádě a zúčastnil se dynastických válek. Od roku 1733 užíval titul vévody a v armádě nakonec dosáhl nejvyšší hodnosti maršála Francie (1768).

## Životopis

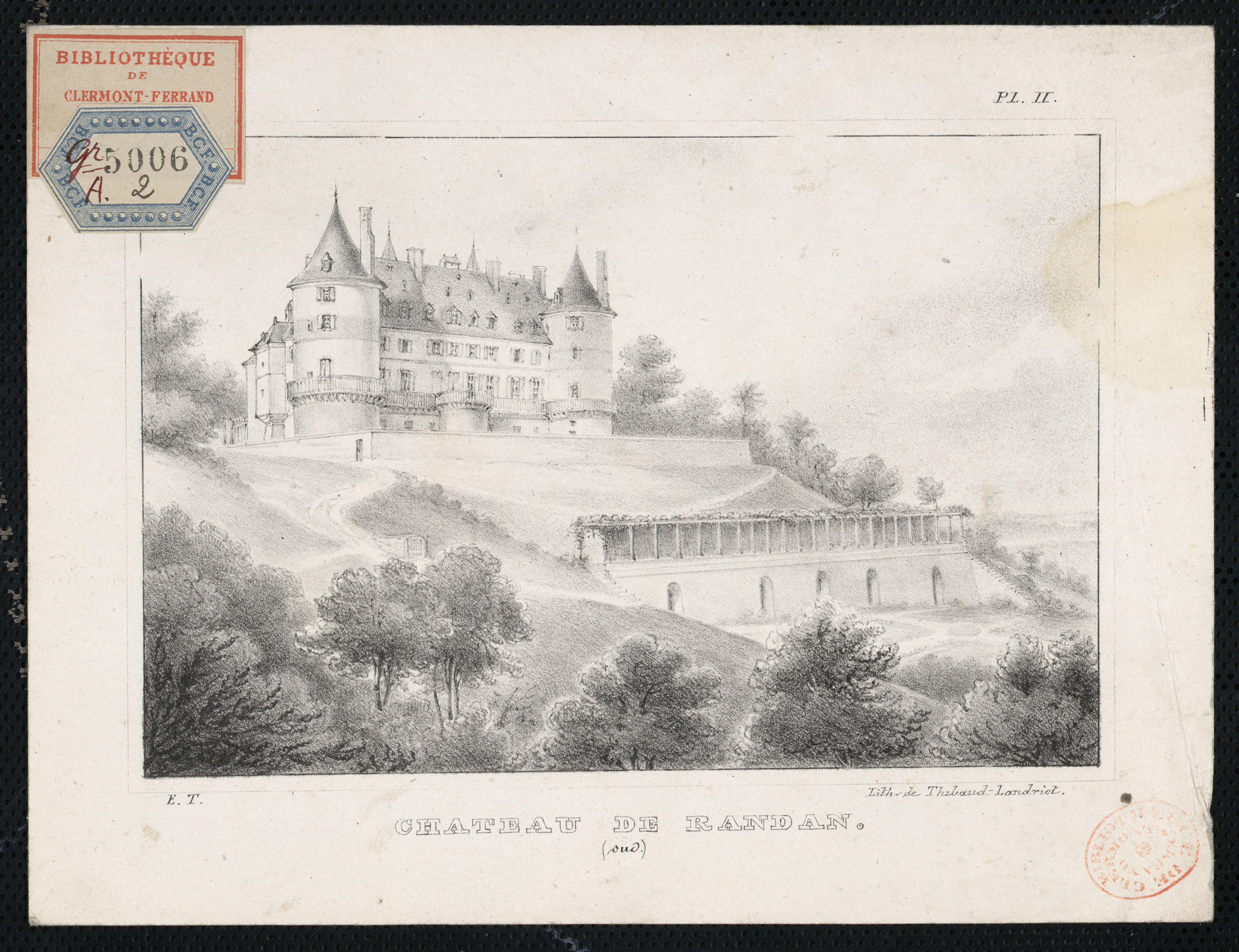
Zámek Randan

Pocházel ze starého šlechtického rodu Durfortů, byl synem kapitána královské gardy Guy Nicolase de Durfort, vévody de Quintin a Lorges (1683–1758), matka Elisabeth Genéviève Chamillart (1685–1714) byla dcerou ministra války Michela Chamillarta. Jako otcův dědic užíval původně jméno hrabě de Lorges. V roce 1719 vstoupil ke královským mušketýrům a již v patnácti letech získal hodnost plukovníka (mestre de camp, 1720). Od roku 1728 užíval titul vévody de Quintin, ale pro rozlišení od svého otce byl známý jako vévoda de Durfort. V roce 1733 zdědil po tetě vévodkyni de Lauzun panství Randan a začal užívat titul vévody de Randan.
Za války o polské dědictví bojoval nejprve v Itálii (1733), poté se zúčastnil obléhání Philippsburgu (1734) a zúčastnil se tažení na Rýně, mezitím byl v roce 1734 povýšen do hodnosti brigádního generála. K datu 1. ledna 1740 získal hodnost generálmajora (maréchal de camp) a stal se velitelem ve Franche-Comté. Na začátku války o rakouské dědictví bojoval v Německu a podílel se na okupaci Čech (1741–1742). V roce 1745 byl povýšen do hodnosti generálporučíka (Lieutenant-Général des Armées du Roi) a zároveň obdržel Řád sv. Ducha. a dalších bojů se zúčastnil ve Flandrech. Pod velením maršála de Saxe bojoval v bitvě u Rocourtu (1746) a po skončení války se vrátil na post velitele ve Franche-Comté (1748).
V letech 1753–1754 byl velitelem vojenského tábora v Graye a v roce 1755 byl jmenován guvernérem a velitelem pevnosti v Blaye. Na začátku sedmileté války se zúčastnil prvního tažení do Německa a bojoval ve vítězné bitvě u Hastenbecku (1757). Již v roce 1758 vojsko opustil a znovu se vrátil do funkce velitele ve Franche-Comté, kde setrval do roku 1762.
Mimo aktivní službu byl k datu 1. ledna 1768 povýšen do nejvyšší armádní hodnosti maršála Francie (Maréchal de France).

## Rodina
V roce 1728 se oženil s Elisabeth Philippine de Poitiers de Rye, hraběnkou de Neufchâtel (1715–1773), jedinou dcerou předčasně zemřelého hraběte Ferdinanda Françoise de Poitiers de Rye (1696–1715) a jeho manželky Marie Henriette de Bourbon-Malause (1691–1778). Z manželství se narodila jediná dcera Marie Jeanne de Durfort (1735–1762), známá jako Mademoiselle de Randan. Ta se provdala za francouzského paira Charlese de La Trémoille, vévodu de Thouars (1737–1792), který zastával řadu čestných funkcí a mimo jiné byl také generálem v armádě.
Jeho mladší bratr Guy Louis de Durfort, vévoda de Lorges (1714–1775) sloužil také v armádě a dosáhl hodnosti generálporučíka.